# Церква Різдва Пресвятої Богородиці (Сидорів)
Церква Різдва Пресвятої Богородиці в Сидорові — парафія і храм греко-католицької громади Гусятинського деканату Української греко-католицької церкви в селі Сидорів Чортківського району Тернопільської области.
Оголошена пам'яткою архітектури місцевого значення (охоронний номер 1886).

## Історія церкви
Перша письмова згадка про муровану церкву Різдва Пресвятої Богородиці з дерев'яною дзвіницею в селі Сидорів датується 1826 роком. У той час на парафії вже діяли братство «Апостольство молитви» та братство тверезості.
У 1946–1990 роках парафія і храм перебували в підпорядкуванні РПЦ, але церква продовжувала діяти.
У 1990 році парафія і храм повернулися в лоно УГКЦ.
Протягом 2002–2006 років було проведено капітальний ремонт храму, а у 2014 році відреставрували дзвіницю.
Повторне освячення храму після завершення ремонтних робіт здійснив владика Бучацької єпархії УГКЦ Димитрій Григорак, ЧСВВ.
При парафії діють:
- Спільнота «Матері в молитві»
- Братства «Апостольство молитви» і «Матері Божої Неустанної Помочі»
- Вівтарна дружина

На території парафії встановлено фігуру Матері Божої 1938 року.

## Парохи
- о. Микола Краплінський (1869—1880)
- о. Михайло Соловка (1880—1882)
- о. Йосип Левицький (1882—1901)
- о. Модест Лукашевич (1901—1903)
- о. Росткович (1903—1934)
- о. Володимир Коновалець (1934—1938)
- о. Віктор Росткович (1938—1939)
- о. Іван Баранюк (1939—1944)
- о. Микола Баницький (1944—1946)
- о. Василь Гіркий (1990—1996)
- о. Євген Тучабський (з 21 вересня 1996[2])